# Rue Narcisse-Diaz
La rue Narcisse-Diaz est une voie située dans le quartier d'Auteuil du 16e arrondissement de Paris.

## Situation et accès
Longue de 92 mètres, la rue débute au 72, avenue de Versailles et finit au 17, rue Mirabeau. 
Elle est desservie par la ligne 10 aux stations Église d'Auteuil et Mirabeau.

## Origine du nom

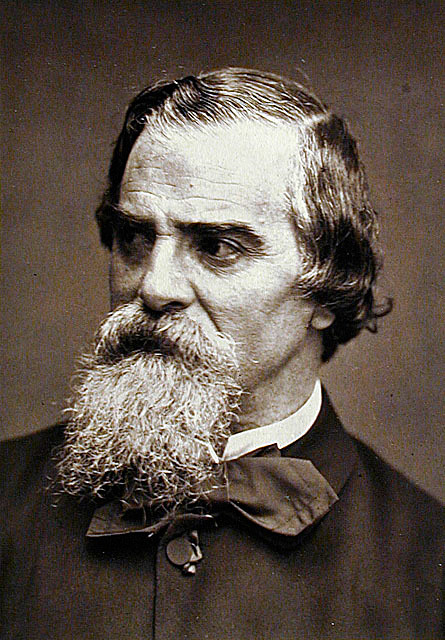
Narcisse Diaz.

Elle porte le nom du peintre Narcisse Díaz de la Peña (1807-1876).

## Historique
Cette rue, précédemment « sentier des Arches » puis « rue de Seine », porte depuis un arrêté du 28 décembre 1894 sa dénomination actuelle.
À l'origine, elle débutait à l'est au niveau du 86 avenue de Versailles, se confondant avec le débouché actuel de la rue Wilhem, faisait un angle droit, et terminait à l'ouest au même endroit que de nos jours. En 1930, le tracé de la rue est revu en ligne droite et le débouché avenue de Versailles déplacé en conséquence plus au nord, au no 72.
En janvier 1910, lors de la crue de la Seine, l’eau arrive à la hauteur des fenêtres du premier étage des bâtiments et la partie basse de la rue reste durablement inondée. Il en est de même en janvier 1912, où la chaussée est recouverte d’une nappe d’eau de 15 centimètres.

## Bâtiments remarquables et lieux de mémoire
- No 2 (et 70-72, avenue de Versailles) : immeuble d’habitation de style Art déco construit en 1928 par les architectes Jean Boucher et Paul Delaplanche ; les sculptures sont de F.-P. Joyeux[6] ; immeuble signé en façade.
- No 7[7] : à cette adresse se trouvait la clinique Mirabeau, fondée en 1929 et tenue par des Russes blancs :
  - Léon Sédov (Lev Sedov) (né le 23 février 1906), fils de Léon Trotsky, y meurt le 16 février 1938. Trotsky était convaincu que son fils avait été assassiné[8],[9],[10],[11],[12] ;
  - La clinique est citée à deux reprises dans l'œuvre de Patrick Modiano[13], dans L'Herbe des nuits[14] et dans Accident nocturne[15].

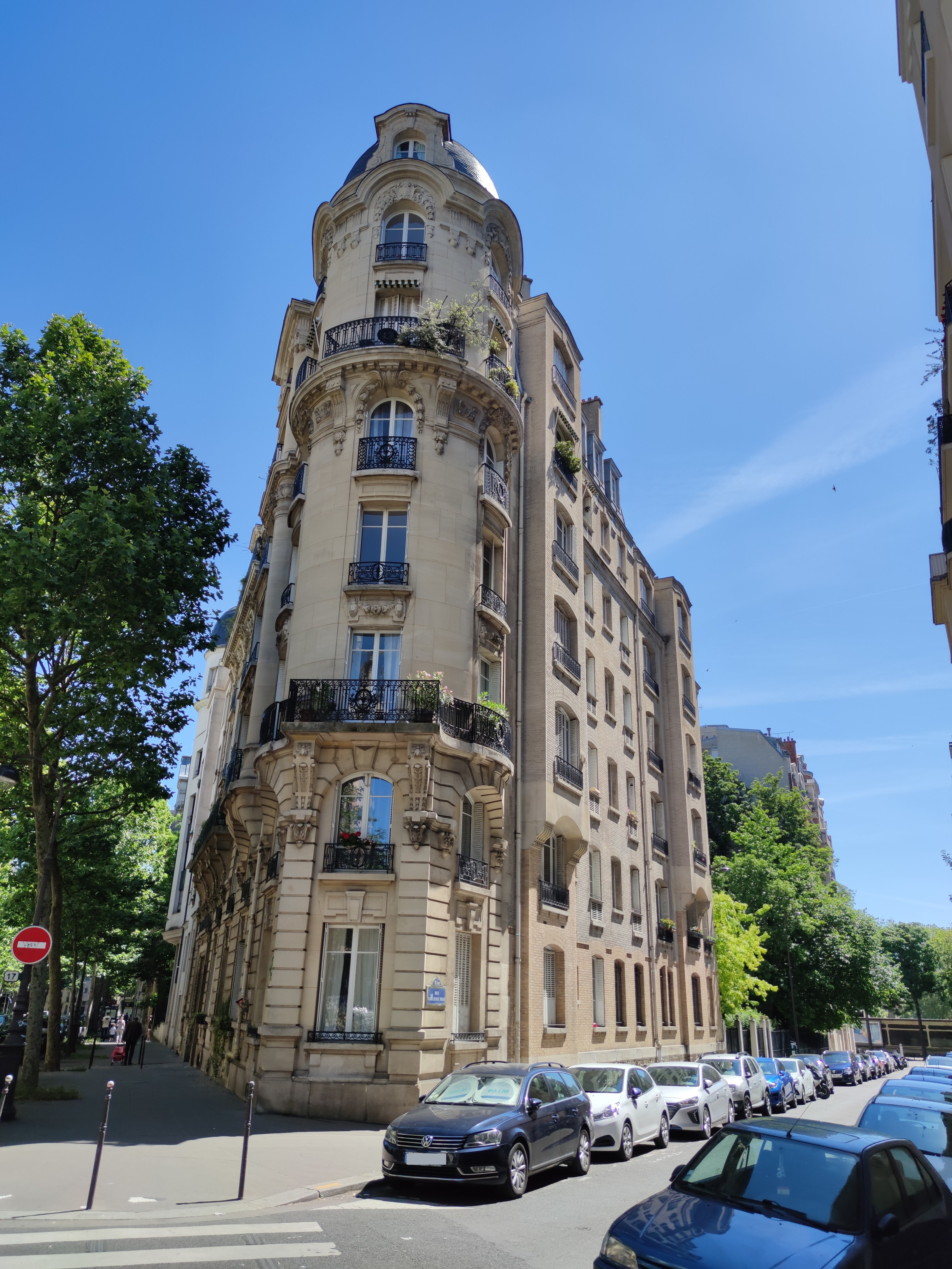
Immeuble à l’angle de la rue Mirabeau.
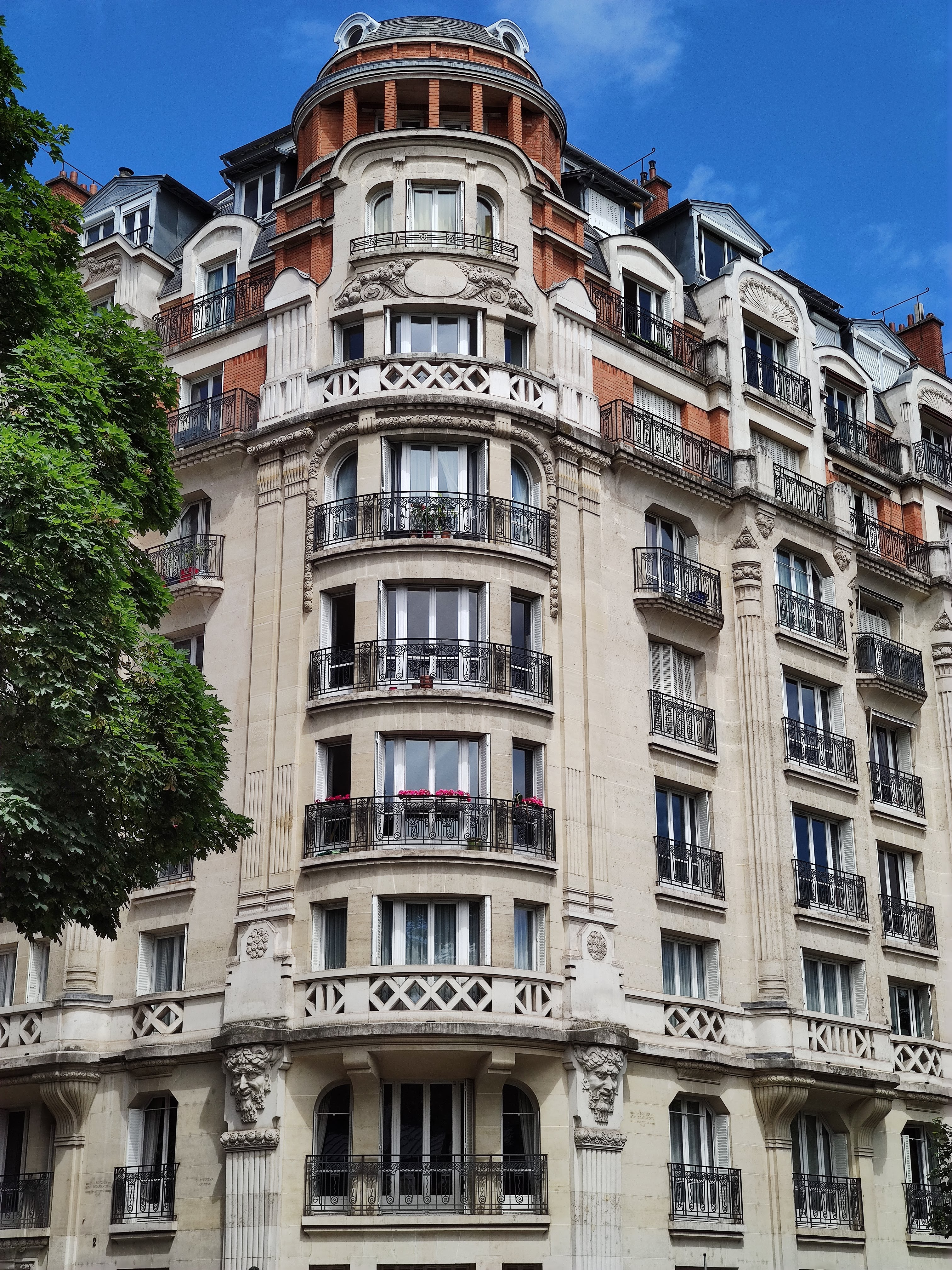
No 2 (et 70-72, avenue de Versailles).